# Penikisite
La penikisite est une espèce minérale du groupe des phosphates et du sous-groupe des phosphates anhydres avec anions étrangers, de formule Ba(Mg,Fe2+)2Al2(PO4)3(OH)3.

## Historique de la description et appellations

### Inventeur et étymologie
La penikisite a été décrite en 1977 par J. A. Mandarino, B. D. Sturman et M. I. Corlett ; elle fut nommée ainsi en l'honneur de Gunar Penikis (1936-1979), codécouvreur de la localité-type de la penikisite et de nombreux autres minéraux de phosphate : Crosscut Creek, Rapid Creek.

### Topotype
GisementCrosscut Creek, Rapid Creek/ Big Fish River, Dawson Mining District, Yukon, Canada
EchantillonsLes échantillons de référence sont déposés au Royal Ontario Museum de Toronto au Canada.

## Caractéristiques physico-chimiques

### Cristallochimie
- La penikisite forme une série avec la kulanite
- Elle fait partie d'un groupe de minéraux isostructuraux : le groupe de la kulanite.

Groupe de la kulanite
- Kulanite Ba(Fe2+,Mn,Mg)2Al2(PO4)3(OH)3,  P 21/m; 2/m
- Penikisite Ba(Mg,Fe2+)2Al2(PO4)3(OH)3, {\displaystyle P}1; 1
- Bjarébyite (Ba,Sr)(Mn2+,Fe2+,Mg)2Al2(PO4)3(OH)3, P 21/m; 2/m
- Perloffite Ba(Mn,Fe2+)2Fe3+2(PO4)3(OH)3, P 21/m; 2/m
- Johntomaïte Ba(Fe2+,Ca,Mn2+)2Fe3+2(PO4)3(OH)3, P 21/m; 2/m

### Cristallographie
- Paramètres de la maille conventionnelle : a=8,999 Å, b=12,069 Å, c=4,921 Å, α=90 °, β=100,517 °, γ=90 °, Z=2, V=525,49 Å3
- Densité calculée = 3,69

### Propriétés physiques
HabitusLa penikisite se trouve sous forme de cristaux tabulaires ou d'agrégats de cristaux en rosettes, en intercroissance avec la kulanite.

## Gîtes et gisements

### Gîtologie et minéraux associés
GîtologieLa penikisite est un produit d'altération dans les fractures de la formation de fer sidéritique.
Minéraux associésKulanite, quartz, sidérite, fluorapatite, rapidcreekite, brazilianite, arrojadite, anatase, goyazite.

### Gisements producteurs de spécimens remarquables
- Canada

Crosscut Creek, Area 1 (Kulan Camp), Rapid Creek/ Big Fish River, Dawson Mining District, Yukon
Hess River, Mayo Mining District, Yukon